# Aechmea kuntzeana
Aechmea kuntzeana är en gräsväxtart som beskrevs av Carl Christian Mez. Aechmea kuntzeana ingår i släktet Aechmea och familjen Bromeliaceae. Inga underarter finns listade i Catalogue of Life.

## Bildgalleri

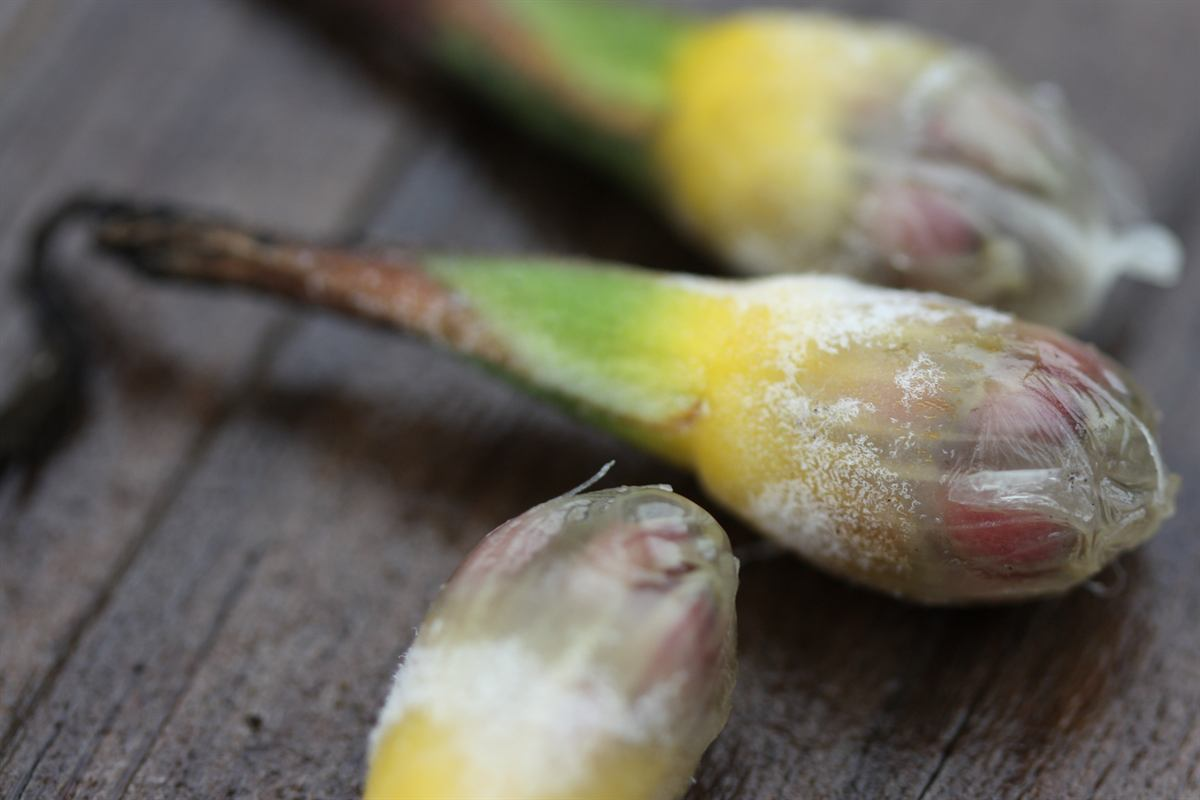